# Payoa
Es un campo petrolero ubicado al sur del municipio de Sabana de Torres, en el departamento de Santander.
Fue descubierto y operado por la compañía norteamericana Cities Services Oil Co., en la actualidad es operado por la también norteamericana PetroSantander Inc.